# Koelschip (brouwerij)

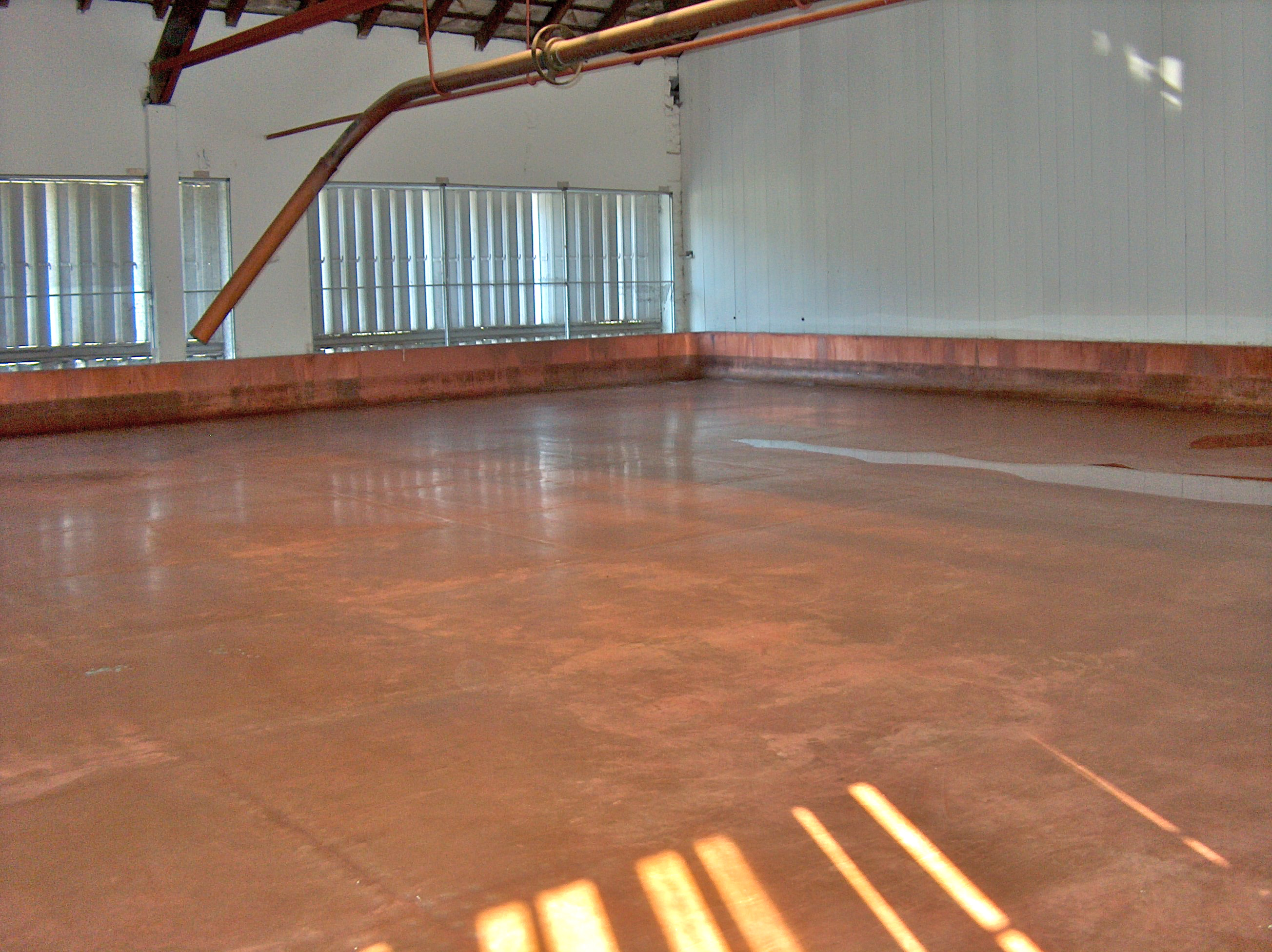
Koelschip van Brouwerij Timmermans

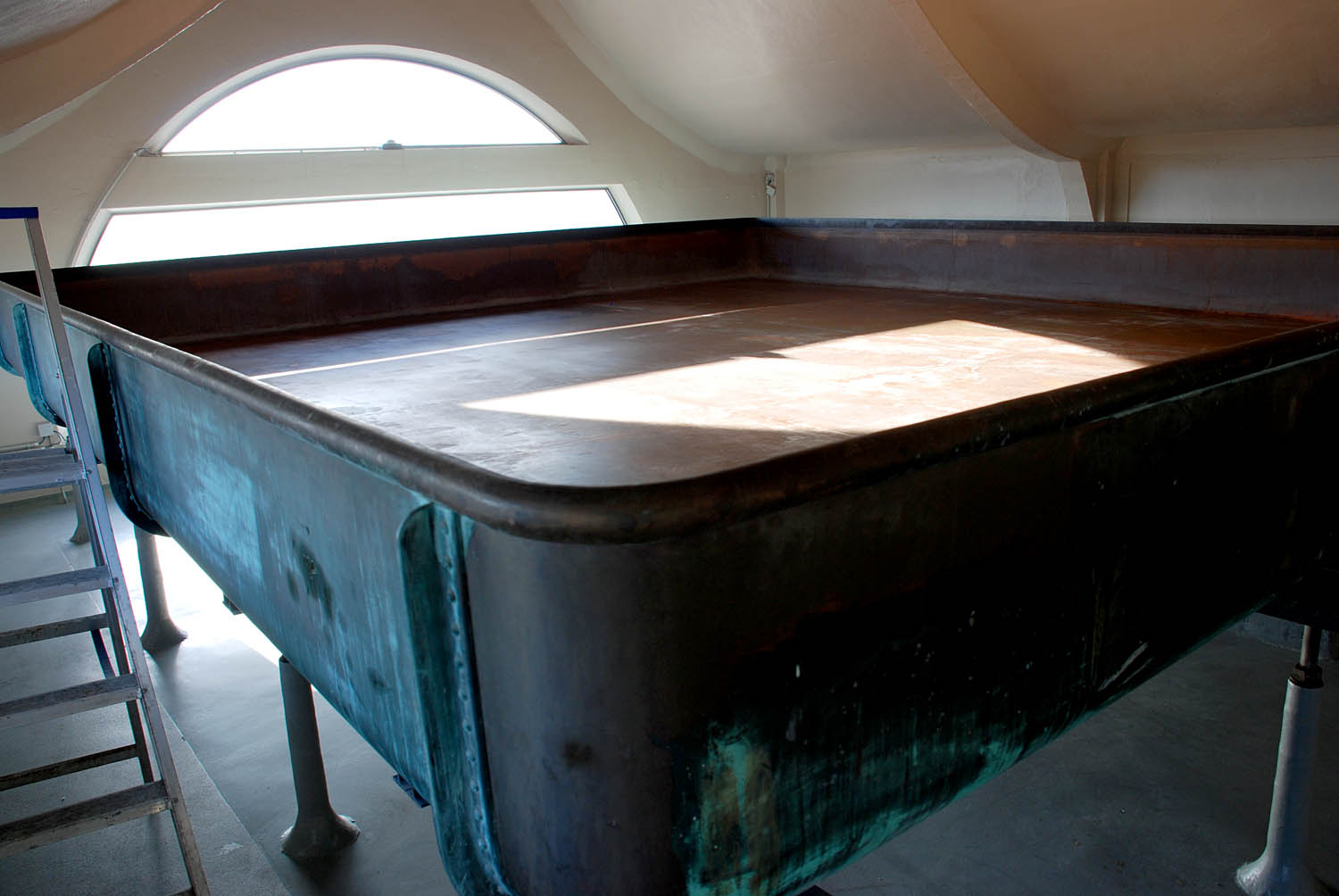
Koelschip bij Brouwerij Vander Ghinste

Een koelschip is een onderdeel van een brouwerij waar het hete wort wordt afgekoeld tot de temperatuur waarop de vergisting kan plaatsvinden. 
Het gaat doorgaans om een rechthoekige, ondiepe open bak van grote oppervlakte, vervaardigd uit koper. Men vindt deze nog vaak terug in oudere brouwerijen die dateren van eind negentiende, begin twintigste eeuw. Het koelschip bevindt zich doorgaans op een van de hogere verdiepingen.
Door het hete wort over de oppervlakte te verspreiden, kan het brouwsel langzaam afkoelen. Daarnaast zal de trub bezinken en wordt het wort belucht. De afkoeling aan open lucht houdt echter risico's in op besmetting door ongewenste microflora. Daarom zullen in moderne brouwerijen nieuwere technieken gebruikt worden om het wort af te koelen, zoals een platenkoeler of een warmtewisselaar. In brouwerijen waar een traditionele specialiteit als lambiek wordt gemaakt, wordt aan het gebruik van het koelschip vastgehouden: het zijn immers net de microflora uit de omgevingslucht die moeten zorgen voor de spontane gisting. Om het risico op besmetting met ongewenste microflora te beperken, wordt daar enkel in de winter gebrouwen.

## Bron
- The Oxford Companion to Beer, s.v. Coolship